# Малоазийские болгары
Малоазийские болгары (болг. Малоазийски българи) — обособленная этническая группа болгар, сформировавшаяся в результате переселения болгар в северо-западную часть полуострова Малая Азия, в сельские округа между городами Чанаккале, Бурса, Измир и Изник в XVI—XIX веках. По оценке Л. И. Доросиева, количество православных, славяноязычных болгар в Малой Азии достигало порядка 7000 чел. В 1914 году все они были вынуждены покинуть пределы Османской империи и переселиться в Болгарию. Их недвижимость и имущество, в свою очередь, были переданы мусульманским беженцам и переселенцам из Болгарии и Греции.

## История

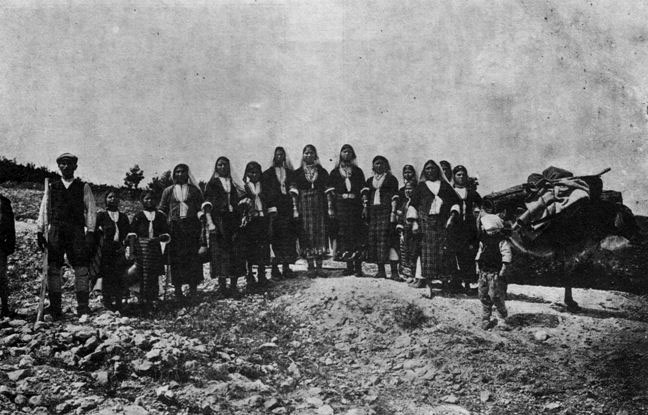
Болгарские беженцы из анатолийского села Чатал-тепе.

Болгарское присутствие в этом регионе Малой Азии было неслучайным. С VII века византийские императоры переселяли в Опсикий значительные группы непокорных славян. Однако, ассимиляционные процессы не позволили им сохранить славянское самосознание.
Новая волна славянских переселенцев прибывает в Малую Азию в Османскую эпоху. Будучи подданными Османской империи, православные болгары нередко мигрировали в её пределах в поисках плодородных земель и менее жестокого гнёта. Учитывая религиозную политику империи, направленную на продвижение роли ислама, православные болгары часто селились отдельно от мусульман («помаков»). К слову, в Малой Азии они не чувствуют себя совсем одинокими перед лицом османского большинства. Ибо по соседству с ними имелись многочисленные некогда общины православных греков и армян-григориан. К примеру, в Измире начала XX века мусульмане (не все из них тюркоязычные) составляли лишь 29 % населения. Отношения болгар с армянами и даже с греками были в то время вполне дружественными.

О существовании болгарских сел на западе Малой Азии оставили заметки удивлённые европейские путешественники: итальянец д-р Сальватори (1807), француз Ж. М. Танкуэн (Tancoigne) и британец Джордж Кеппель, 6-й граф Альбемарль (1829). 
Мы были приятно удивлены, встретив в этой деревне женщин с открытым лицом и мужчин, чьи манеры полностью контрастировали с азиатскими. Мы также увидели одеяния обитателей дунайских берегов и услышали славянскую речь, казалось бы, абсолютно чуждую этим краям. Жители поведали нам, что по происхождению они - болгары, и деревня эта основана почти сто лет назад их отцами. Все они суть христиане, восточно-православные.
 - писал Танкуэн о болгарской деревне Кыз-Дервент (Kız-Dervent), расположенной между Измитом и Изником. 
За год до путешествия д-ра Сальватори имел место прецедент переселения малоазийских болгар в Российскую империю. В 1806 году в Евпаторию прибыл корабль с 13-ю задругами малоазийских болгар на борту. Они были поселены в запустевшем татарском ауле Балта-Чокрак. К тому моменту в Крыму уже имелась небольшая болгарская диаспора.
Однако ж, процесс переселения этнических болгар из Болгарии в Малую Азию (параллельно переселению в Россию) продолжался вплоть до 1873 года. В 1873 — 1906 гг. во многих анатолийских сёлах существовали болгарские школы, где преподавали, главным образом, уроженцы Болгарии. 
Летом 1897 года эти края посетил болгарский географ и этнограф Васил Кынчев, состоявший в то время главным экзархийским инспектором болгарских училищ в Македонии. Кынчев обследовал 20 деревень анатолийских болгар. В Кыз-Дервенте он насчитал 400 болгарских домов, в Коджа-бунаре (Kocabunar) — 350, в Сююте (Söüt) — 60, в Кубаше (Kubaş) — 100, в Тёйбелене — 50, в Ени-Кёе (Новом селе) — 150, в Мандыре (Mandir) — 150, в Аладжа-баире (Alacabair) — 50, в Киллике (Killik, Ikinlik) — 50, в Симавле (Simavla) — 40, в Хаджи-Паун-Кёе (Hacipaunköy) — 80, в Манате (Manata) — 100, в Байрамиче (Bayramiç) — 30 (здесь болгары составляли меньшинство), в Стенгель-Кёе (Stengelköy) — 60, в Чатал-Таше (Çataltaş, Çataltepe) — 70, в Урумче (Urumçe) — 40, и некоторое количество болгарских домов в Чалтыке (Çaltık), Траме (Trama) и Мате (Mata)... Примечательно, что на обратном пути, в Стамбуле, на Кынчева было совершено покушение, и он чудом избежал смерти.

В том же 1897 году Тодор Доросиев, первый болгарский учитель в Коджа-бунаре (крупнейшее болгарское село в санджаке Караси), сделал по памяти запись беседы с самым уважаемым коджа-бунарским сельчанином - дедом Петко Шишманом. Шишман скончался в 1879 году, 125 лет от роду. При жизни же (разговор имел место до освобождения Болгарии войсками Александра II) старец рассказал Доросиеву, что он родился в Коджа-бунаре, как и его родители и его дед. Прадед Петко Шишмана пришёл из Болгарии пешком, в десятилетнем возрасте, вместе с отцом, матерью, братьями и сёстрами. 
Чего ещё желать! Есть у меня и внуки, и правнуки. Наши люди основали и заселили целых пять сёл. Это - села Ени-Кёй (Новое село), Сюют, Кубаш, Киллик, Тёйбелен и Аладжа-баир.
 - сказал Петко Шишман.
Часть анатолийских болгар вскоре после Берлинского конгресса переселилась в Болгарское княжество (где, согласно Берлинскому договору от июля 1878 года, было введено временное русское управление). Первой вернулась на прародину группа семейств из села Гебел. За ними последовали семьи из сёл Хаджи-Паун-Кёй, Байрамич, Мандыр, Чалтык. Следующая волна выселения в Болгарию относится к 1884 году: отдельные семейства из Гебела и Мандыра перебрались в сёла Стан, Доброплодно и Арковна (Провадийской околии), Янково и Сечище (Новопазарской околии) и Черково (Карнобатской околии).
В 1913 году, во время Балканской войны, в расположение болгарских частей, оборонявших Чаталджинские позиции, проникла группа турецких аскеров, пожелавших сдаться в плен. «Ние сме българе, ние сме българе!» - повторяли они. Представленные начальству, они рассказали свою Одиссею: будучи болгарами из Малой Азии, они при первой возможности дезертировали из турецкой армии. Рискуя жизнью, они пересекли линию фронта и пробрались на болгарскую сторону.
По свидетельству Любомира Милетича, сильно пострадали от турецких аскеров и башибузуков болгары из села Чатал-Таш.
В конце 1913 года в болгарское генеральное консульство в Стамбуле начали поступать заявления от болгарских сёл в Малой Азии, с настоятельными просьбами как можно скорее обеспечить их переселение в Болгарию, ибо оставаться в Турции было опасно. Делегаты от этих сёл посещали Болгарию, чтобы договориться о размене своего имущества с болгарскими турками или с целыми турецкими сёлами, которые желали бы выселиться в Турцию. Кампания по переселению продлилась несколько месяцев. В марте 1914 года первая партия малоазийских болгар прибыла на пристань Бандырма. На пароход "Борис" 20 марта погрузились 932 жителя сёл Тёйбелен, Ташкеси и Аладжа-баир. Они были доставлены в порт Дедеагач (отошедший к Болгарии по Бухарестскому миру 10 августа 1913 г.). 9 апреля из Бандырмы отбыла в Болгарию вторая группа, а 17 апреля - третья. Вместе с четвёртой отбывшей из Бандырмы группой (болгар из Коджа-бунара), на пароход "България" сел Злати Чолаков - представитель болгарского правительства и руководитель операции по переселению. Чолаков вышел на берег в Чанак-кале, дабы организовать переселение также и жителей болгарских сёл в округах Лапсеки и Боа-шехир (Бига). То были самые юные болгарские сёла в Малой Азии, основанные в период 1850 - 1873 гг. Среди их обитателей немало было уроженцев Болгарии, привезённых сюда детьми...
Кампания по переселению продолжалась 3 месяца. За это время много болгар было ограблено и убито различными турецкими бандами. 11 июня 1914 г. на пароход "България" погрузилась последняя, десятая группа переселенцев. Отныне в болгарских сёлах Малой Азии не осталось ни одного болгарина.
Немало потомков малоазийских болгар проживает сейчас в районе Рога Старой Планины, на востоке Болгарии.

## Язык

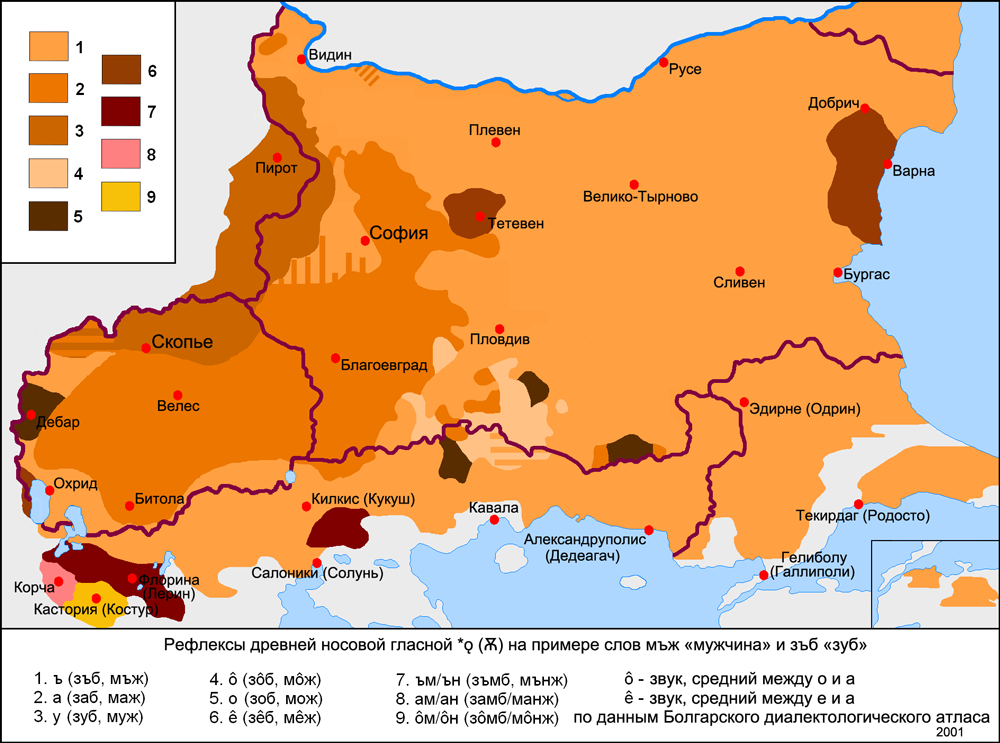
Диалектная карта болгарского языка особо выделяет говоры малоазийских болгар

Язык малоазийских болгар отличался большим своеобразием в фонетике и лексике. В нём имелось много турецких (напр.: сайдисвам (уважать) от тур. сайы/saygı — уважение), и греческих заимствований.